# Желтолобая якана
Желтоло́бая яка́на (лат. Jacana spinosa) — вид птиц семейства якановых. Подвидов не выделяют.

## Описание
Желтолобая якана длиной 23 см. Оперение на голове и шее чёрное, на верхней стороне крыльев и спине тёмное красно-коричневое, на нижней стороне крыльев бледно-зелёное или жёлтое. Клюв и мягкая, мясистая маска на лбу, а также цевка и лапы жёлтые. В полёте можно увидеть ярко-жёлтые пятна на нижней стороне крыльев. У этой птицы, как у всех видов рода Jacana, по одной короткой, сильной шпоре на каждом крыле.

## Распространение
Желтолобая якана живёт в поросших плавающими растениями внутренних водах в Техасе, Аризоне, Мексике, в Центральной Америке и Карибском море.

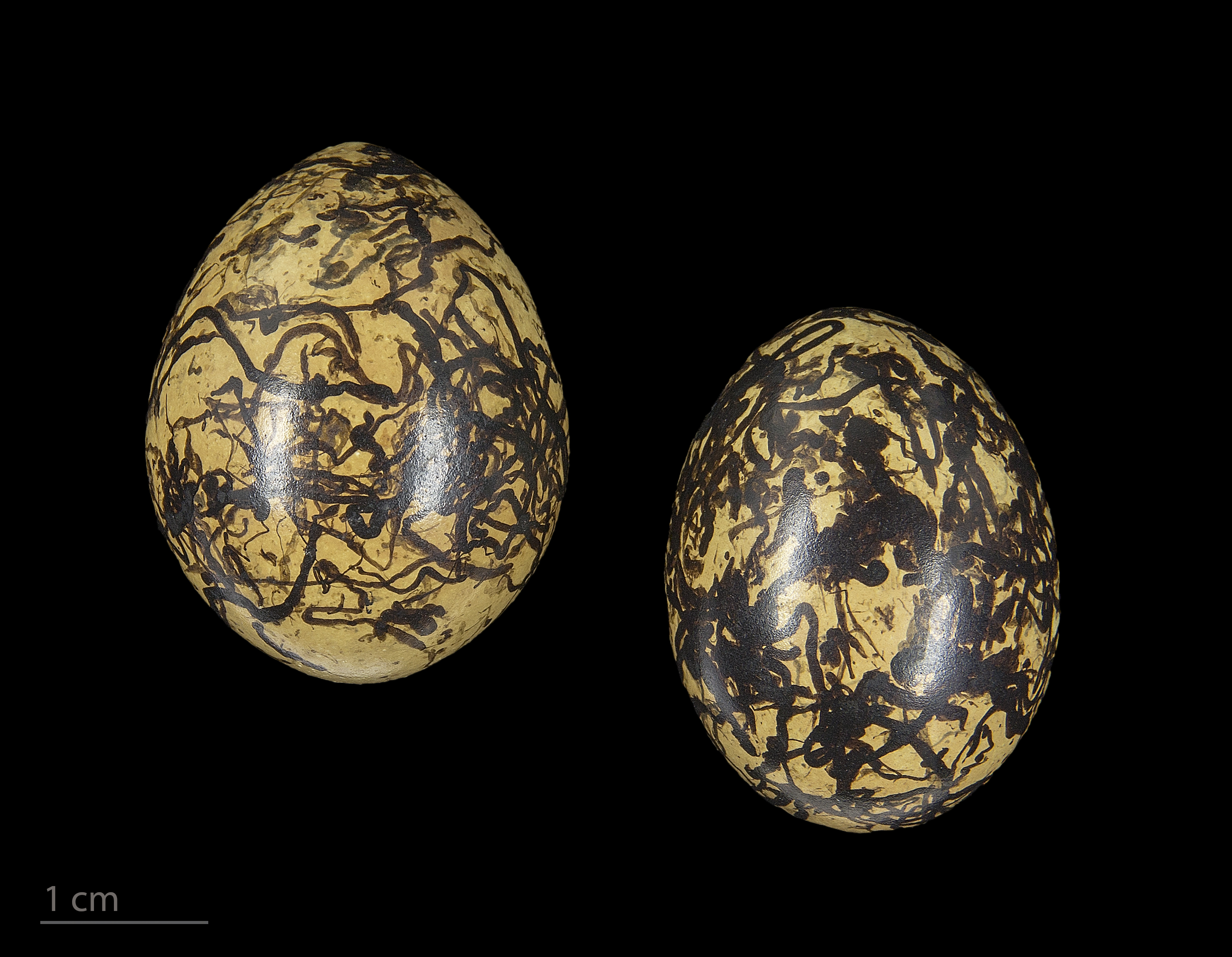
яйцо Jacana spinosa - Тулузский музей

## Образ жизни
Благодаря длинным пальцам ног птица легко передвигается по листьям водных растений и ловит насекомых, улиток и других мелких беспозвоночных. Эта птица плавает неохотно по причине отсутствия перепонок и часто ходит по мелководью. Она редко летает, при этом оставляя свисать ноги.
Желтолобой якане присуща одновременная полиандрия. Это значит, что самка спаривается с несколькими самцами, количество которых доходит до 4, которые затем высиживают 4 коричневых яйца с чёрными пятнами в плавающем гнезде и выкармливают птенцов. Самка не покидает своих партнёров, поддерживая с каждым связь.